# Verbena lilacina
Verbena lilacina — вид рослин родини Вербенові (Verbenaceae), ендемік Мексики.

## Поширення
Ендемік Мексики (Нижня Каліфорнія, острів Седрос).